# Robert H. McNaught
Robert H. McNaught (1956) è un astronomo scozzese naturalizzato australiano in carica presso la Research School of Astronomy and Astrophysics della Università Nazionale Australiana.
Ha collaborato con David J. Asher dell'Osservatorio di Armagh. Inoltre è membro dell'Unione Astronomica Internazionale, partecipa ai lavori della Sezione III, commissione 20.
È un prolifico scopritore di asteroidi e collaboratore della Siding Spring Survey.
Gli è stato dedicato l'asteroide 3173 McNaught.
Nel 1987 ha ricevuto la Medaglia Merlin della British Astronomical Association.
Nel 1988 gli è stata assegnata la Medaglia Berenice Page.

## Scoperte
È un prolifico scopritore di comete, asteroidi, nove e supernove. Di quest'ultime ne ha scoperte 68 e delle penultime 3. Ha complessivamente scoperto 70 comete, di cui 25 periodiche, tra cui si distingue la cometa C/2006 P1 McNaught, scoperta nell'agosto del 2006, con il telescopio Schmidt di Uppsala, che è divenuta una delle comete più brillanti degli ultimi anni, tanto da poter essere considerato la Grande Cometa del 2007: ha passato il perielio il 12 gennaio 2007 ed è divenuta visibile ad occhio nudo per gli osservatori dell'emisfero australe.
Il Minor Planet Center gli accredita le scoperte di 490 asteroidi, effettuate tra il 1975 e il 2005, parte delle quali in condivisione con altri astronomi: Hiroshi Abe, Jack B. Child, Gordon J. Garradd, Yasukazu Ikari, Takuo Kojima e P. McKenzie. 
| 3904 Honda            | 22 febbraio 1988  |
| 4093 Bennett          | 4 novembre 1986   |
| 4128 UKSTU            | 28 gennaio 1988   |
| 4129 Richelen         | 22 febbraio 1988  |
| 4220 Flood            | 22 febbraio 1988  |
| 4456 Mawson           | 27 luglio 1989    |
| 4499 Davidallen       | 4 gennaio 1989    |
| 4504 Jenkinson        | 21 dicembre 1989  |
| 4638 Estens           | 2 marzo 1989      |
| 4667 Robbiesh         | 4 novembre 1986   |
| 4678 Ninian           | 24 settembre 1990 |
| 4679 Sybil            | 9 ottobre 1990    |
| 4699 Sootan           | 4 novembre 1986   |
| 4704 Sheena           | 28 gennaio 1988   |
| 4710 Wade             | 4 gennaio 1989    |
| 4713 Steel            | 26 agosto 1989    |
| 4956 Noymer           | 12 novembre 1990  |
| 4974 Elford           | 14 giugno 1990    |
| 5007 Keay             | 20 ottobre 1990   |
| 5061 McIntosh         | 22 febbraio 1988  |
| 5066 Garradd          | 22 giugno 1990    |
| 5068 Cragg            | 9 ottobre 1990    |
| 5133 Phillipadams     | 12 agosto 1990    |
| 5136 Baggaley         | 20 ottobre 1990   |
| 5277 Brisbane         | 22 febbraio 1988  |
| 5329 Decaro           | 21 dicembre 1989  |
| 5335 Damocles         | 18 febbraio 1991  |
| 5378 Ellyett          | 9 aprile 1991     |
| 5380 Sprigg           | 7 maggio 1991     |
| 5382 McKay            | 8 maggio 1991     |
| 5441 Andymurray       | 8 maggio 1991     |
| 5470 Kurtlindstrom    | 28 gennaio 1988   |
| 5475 Hanskennedy      | 26 agosto 1989    |
| 5558 Johnnapier       | 24 novembre 1989  |
| 5625 Jamesferguson    | 7 gennaio 1991    |
| 5627 Short            | 16 giugno 1991    |
| 5680 Nasmyth          | 30 dicembre 1989  |
| 5682 Beresford        | 9 ottobre 1990    |
| 5691 Fredwatson       | 26 marzo 1992     |
| 5739 Robertburns      | 24 novembre 1989  |
| 5747 Williamina       | 10 febbraio 1991  |
| 5782 Akirafujiwara    | 7 gennaio 1991    |
| 5786 Talos            | 3 settembre 1991  |
| 5845 Davidbrewster    | 19 agosto 1988    |
| 5883 Josephblack      | 6 novembre 1993   |
| 5914 Kathywhaler      | 20 novembre 1990  |
| 5961 Watt             | 30 dicembre 1989  |
| 6012 Williammurdoch   | 22 settembre 1990 |
| 6019 Telford          | 3 settembre 1991  |
| 6130 Hutton           | 24 settembre 1989 |
| 6194 Denali           | 12 ottobre 1990   |
| 6316 Méndez           | 9 ottobre 1990    |
| 6411 Tamaga           | 8 ottobre 1993    |
| 6461 Adam             | 4 novembre 1993   |
| 6523 Clube            | 1º ottobre 1991   |
| 6564 Asher            | 25 gennaio 1992   |
| 6708 Bobbievaile      | 4 gennaio 1989    |
| 6870 Pauldavies       | 28 luglio 1992    |
| 6906 Johnmills        | 19 novembre 1990  |
| 6907 Harryford        | 19 novembre 1990  |
| 6916 Lewispearce      | 27 luglio 1992    |
| 7096 Napier           | 3 novembre 1992   |
| 7120 Davidgavine      | 4 gennaio 1989    |
| 7170 Livesey          | 30 giugno 1987    |
| 7177 Melvyntaylor     | 9 ottobre 1990    |
| 7247 Robertstirling   | 12 ottobre 1991   |
| 7345 Happer           | 28 luglio 1992    |
| 7604 Kridsadaporn     | 31 agosto 1995    |
| 7660 Alexanderwilson  | 5 novembre 1993   |
| 8028 Joeengle         | 30 agosto 1991    |
| 8030 Williamknight    | 29 settembre 1991 |
| 8113 Matsue           | 21 aprile 1996    |
| 8115 Sakabe           | 24 aprile 1996    |
| 8218 Hosty            | 8 maggio 1996     |
| 8283 Edinburgh        | 30 settembre 1991 |
| 8368 Lamont           | 20 febbraio 1991  |
| 8486 Asherschel       | 26 agosto 1989    |
| 8515 Corvan           | 4 settembre 1991  |
| 8842 Bennetmcinnes    | 20 maggio 1990    |
| 8899 Hughmiller       | 22 settembre 1995 |
| 9349 Lucas            | 30 settembre 1991 |
| 9391 Slee             | 14 agosto 1994    |
| 9583 Clerke           | 28 aprile 1990    |
| 9594 Garstang         | 4 settembre 1991  |
| 9714 Piazzismyth      | 1º giugno 1975    |
| 9843 Braidwood        | 4 gennaio 1989    |
| 9850 Ralphcopeland    | 9 ottobre 1990    |
| 9853 l'Épée           | 7 gennaio 1991    |
| 9855 Thomasdick       | 7 febbraio 1991   |
| 9857 Hecamede         | 10 marzo 1991     |
| 9873 Freundlich       | 9 aprile 1992     |
| 9881 Sampson          | 25 settembre 1994 |
| 9899 Greaves          | 12 marzo 1996     |
| 9984 Gregbryant       | 18 aprile 1996    |
| 9985 Akiko            | 12 maggio 1996    |
| 10058 Ikwilliamson    | 25 febbraio 1988  |
| 10098 Jaymiematthews  | 30 settembre 1991 |
| 10188 Yasuoyoneda     | 14 maggio 1996    |
| 10736 Marybrück       | 22 febbraio 1988  |
| 10737 Brück           | 25 febbraio 1988  |
| 10773 Jamespaton      | 7 gennaio 1991    |
| 10841 Ericforbes      | 12 agosto 1994    |
| 12378 Johnston        | 15 agosto 1994    |
| 12446 Juliabryant     | 15 agosto 1996    |
| 12819 Susumutakahasi  | 12 maggio 1996    |
| (13060) 1991 EJ       | 10 marzo 1991     |
| 13176 Kobedaitenken   | 21 aprile 1996    |
| 13551 Gadsden         | 26 marzo 1992     |
| 13957 NARIT           | 7 gennaio 1991    |
| 14420 Massey          | 30 settembre 1991 |
| 15368 Katsuji         | 14 maggio 1996    |
| 17503 Celestechild    | 26 marzo 1992     |
| 17555 Kenkennedy      | 4 novembre 1993   |
| 17640 Mount Stromlo   | 15 agosto 1996    |
| 18376 Quirk           | 30 settembre 1991 |
| 18377 Vetter          | 28 settembre 1991 |
| 18412 Kruszelnicki    | 13 giugno 1993    |
| 18413 Adamspencer     | 13 giugno 1993    |
| 20002 Tillysmith      | 10 marzo 1991     |
| 20015 Liguori         | 30 settembre 1991 |
| 20043 Ellenmacarthur  | 2 marzo 1993      |
| 21073 Darksky         | 4 settembre 1991  |
| 21262 Kanba           | 24 aprile 1996    |
| 24680 Alleven         | 30 dicembre 1989  |
| 27784 Elizabethpearce | 27 luglio 1992    |
| 46568 Stevenlee       | 30 settembre 1991 |
| 105211 Sanden         | 29 luglio 2000    |